# Ceval Alimentos
Ceval Alimentos foi uma empresa alimentícia brasileira fundada em 1974 e foi propriedade da família Hering, que eram do mesmo dono da indústria têxtil homônima. A empresa foi instalada no município de Gaspar, em Santa Catarina. Era dona da Seara que foi comprada pela empresa em 1980, a Ceval também detinha essas marcas como o óleo de cozinha Soya, as margarinas Bonna, All Day e entre outras. Em 1997 a Ceval foi vendida para a multinacional Bunge, que logo depois foi incorporada em 1998.